# 中野市豊田温泉公園もみじ荘
中野市豊田温泉公園もみじ荘（なかのしとよたおんせんこうえんもみじそう）は長野県中野市上今井にある日帰り温泉。中野市の指定管理会社である株式会社ユアーズ静岡がが管理・運営をしている。

## 概要
遠くに志賀高原、眼下に千曲川を見下ろす場所にある。保湿成分のあるメタケイ酸を豊富に含む天然温泉。泉質は単純温泉（弱アルカリ性低調性低温泉）。  適応症は筋肉若しくは関節の慢性的な痛み又はこわばり（関節リウマチ、変形性関節症、腰痛症、神経痛、五十肩、打撲、捻挫などの慢性期）・ 運動麻痺における筋肉のこわばり・冷え性・末梢循環障害・胃腸機能の低下 （胃がもたれる、腸にガスがたまるなど)・軽症高血圧・耐糖能異常（糖尿病)・軽い高コレステロール血症・自律神経不安定症・ストレスによる諸症状（睡眠障害、うつ状態など）・軽い喘息・肺気腫・痔の痛み・病後回復期・疲労回復・健康増進 （生活習慣病改善など）・不眠症・うつ状態。

## 施設
- 天然温泉
- 大広間休憩所
- 有料個室
- 売店
- 室内ゲートボール場[5]

## 天然温泉利用情報

### 入浴料
- 大人 450円・中学生 300円・小学生 200円（午前10時〜午後5時まで）
- 大人 250円・中学生 200円・小学生 100円（17時以降）

### 有料個室
すみれの間(12畳)4時間 3000円、8時間 5000円 れんげの間(10畳)4時間 2000円、8時間 3500円

### 営業時間
- 午前10時～午後9時（最終受付午後8時30分）

### 休館日
水曜日（祝日の場合は通常営業）。

## 交通
- 上信越自動車道 豊田飯山ICから約10分・信州中野ICより約10分。
- JR東日本飯山線 替佐駅よりタクシーで約4分・徒歩で20分[4]。

## 周辺
- 高野辰之記念館
- 道の駅ふるさと豊田
- 天正寺
- 真宝寺